# 幸せがやってくる
『幸せがやってくる』（しあわせがやってくる）は生長の家の雑誌「理想世界」に連載されている漫画。おかのきんや作。信者の体験談を漫画化したもの。